# Homestead Meadows North (Teksas)
Homestead Meadows North je naseljeno mjesto za statističke potrebe u američkoj saveznoj državi Teksas. Prema popisu stanovništva iz 2010. u njemu je živjelo 5.124 stanovnika.